# Teofil Kucharski

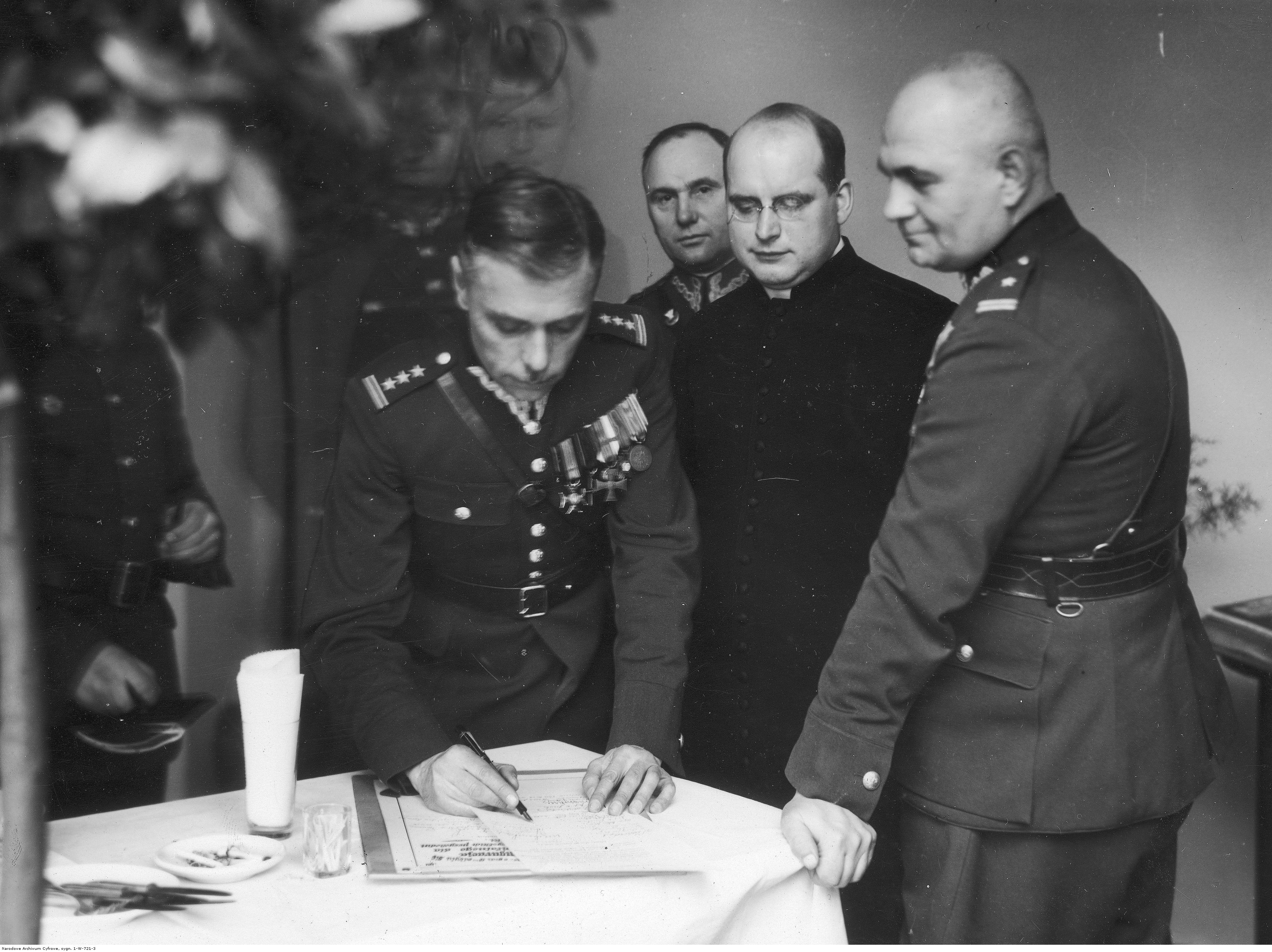
Poświęcenie nowego pawilonu 7 Okręgowego Szpitala WP - płk dr Teofil Kucharski wpisuje się do księgi pamiątkowej; 31 stycznia 1935.

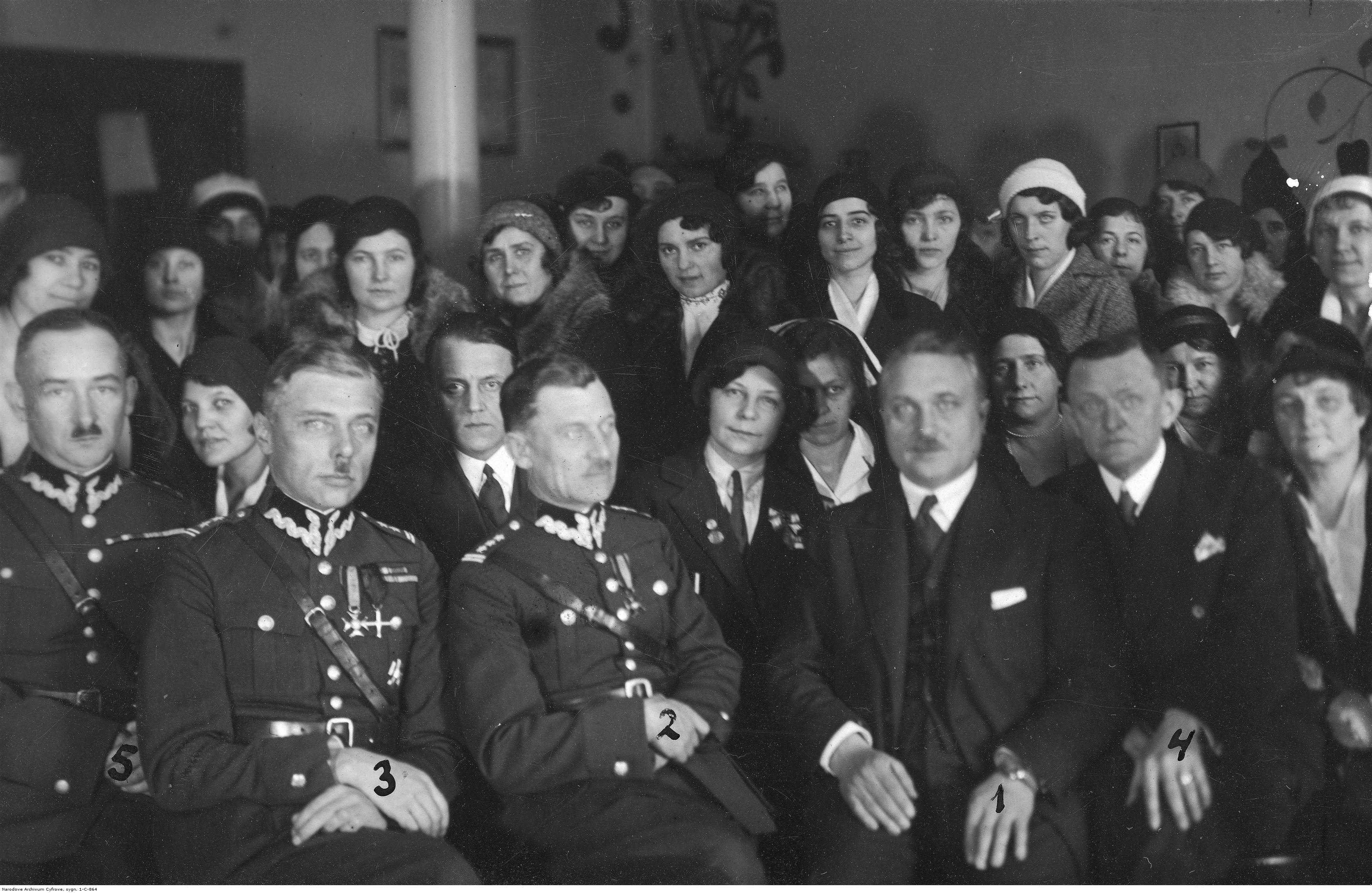
Rozpoczęcie II kursu dla sióstr Pogotowia Sanitarnego PCK w sali konferencyjnej Szpitala Wojskowego w Poznaniu. W pierwszym rzędzie m.in. szef sanitarnego DOK VII płk dr Ksawery Maszadro (2) i ppłk dr Teofil Kucharski (3).

Teofil Kazimierz Kucharski (ur. 6 lutego 1889 w Jaszczwi, zm. 8 czerwca 1955 w Cieplicach Zdroju) – polski profesor medycyny, pułkownik lekarz Wojska Polskiego, kawaler Orderu Virtuti Militari.

## Życiorys

### Młodość i działalność niepodległościowa
Teofil Kucharski urodził się 6 lutego 1889 roku w Jaszczwi, w rodzinie Józefa i Józefy z Braunów. Ukończył gimnazjum klasyczne w Jaśle. Medycynę studiował na Uniwersytecie Fryderyka Wilhelma w Berlinie, Uniwersytecie Ludwika i Maksymiliana w Monachium oraz Uniwersytecie w Lipsku. W 1907 zapisał się na Wydział Lekarski Uniwersytetu Jagiellońskiego. Ukończył go w 1913. 12 września tego roku zawarł związek małżeński z Bogusławą z Nowaków (1892–1965), pediatrą i ftyzjatrą.
Był członkiem Związku Strzeleckiego w Nowym Sączu. Od 1914 był oficerem służby stałej (służył m.in. w Siedmiogrodzie, a potem w Legionach Piłsudskiego). Od 16 sierpnia do 13 listopada 1914 roku był referentem sanitarnym w Powiatowym Komitecie Narodowym w Nowym Sączu, bez szarży wojskowego lekarza. Od 19 listopada 1914 roku do końca stycznia 1915 roku był lekarzem bez stopnia w stacji zbornej I Brygady Legionów Polskich w Jabłonkowie. Od lutego do końca kwietnia 1915 roku był urlopowany ze względów zdrowotnych. 16 maja 1915 roku został mianowany lekarzem batalionowym w randze XI (podporucznika) i przydzielony do 4 pułku piechoty. 15 grudnia 1915 roku awansował na lekarza batalionowego w randze X (porucznika). Od 20 maja 1916 roku do 10 kwietnia 1917 roku był lekarzem oddziałowym Oddziału dla Polskich Legionistów w c. i k. Domu Maruderów Obrony Krajowej w Nowym Sączu (niem. k.u.k. Landwehrmarodenhause in Neusandez), którego komendantem i lekarzem garnizonowym był lekarz sztabowy doktor Stanisław Sikorski. Po kryzysie przysięgowym został wcielony do wojska austriackiego.

### Służba w Wojsku Polskim
Od 1918 w Wojsku Polskim. W latach 1921–1924 pełnił służbę w 2 pułku saperów kolejowych w Jabłonnie na stanowisku starszego lekarza pułku, pozostając oficerem nadetatowym 1 batalionu sanitarnego w Warszawie. 3 maja 1922 roku został zweryfikowany w stopniu majora ze starszeństwem z dniem 1 czerwca 1919 roku i 46. lokatą w korpusie oficerów sanitarnych, w grupie lekarzy. 30 listopada został przeniesiony z Obozu Szkolnego Wojsk Łączności w Zegrzu do 7 Szpitala Okręgowego w Poznaniu na stanowisko starszego ordynatora. 12 kwietnia 1927 roku awansował na podpułkownika ze starszeństwem z dniem 1 stycznia 1927 roku i 12. lokatą w korpusie oficerów sanitarnych, w grupie lekarzy. 23 sierpnia 1929 roku został zatwierdzony na stanowisku komendanta 7 Szpitala Okręgowego w Poznaniu. Funkcję komendanta sprawował do września 1939 roku. 12 marca 1933 roku awansował na pułkownika ze starszeństwem z dniem 1 stycznia 1933 roku i 3. lokatą w korpusie oficerów sanitarnych, w grupie lekarzy.
W kampanii wrześniowej 1939 roku był szef sanitarnym Armii „Poznań”. Podczas okupacji hitlerowskiej pracował w Szpitalu Ujazdowskim w Warszawie. Wziął czynny udział w powstaniu warszawskim, w oddziale „Bakcyl”. Dzięki negocjacjom, które podjął razem z docentem Krotoskim, otrzymał od Niemców zgodę na ewakuację Szpitala Ujazdowskiego. Od 18 kwietnia do 13 grudnia 1945 roku był komendantem Szpitala Okręgowego nr 5 w Poznaniu.

### Działalność naukowo-dydaktyczna
W kierowanym przez niego 7 Szpitalu Okręgowym (zob. Okręg Korpusu Nr VII – Służby) została umieszczona Klinika Diagnostyczna Uniwersytetu Poznańskiego. W 1929 roku uzyskał habilitację na podstawie monografii Wpływ wyciągu z tylnej części przysadki mózgowej na ustrój ludzki. W latach 1930–1939 był wykładowcą w zakresie zasad leczenia dietetycznego oraz prowadził ćwiczenia z diagnostyki chorób wewnętrznych. W 1939 roku został mianowany profesorem tytularnym. W czasie okupacji praktykę lekarską w Szpitalu Ujazdowskim łączył z wykładami dla studentów medycyny Uniwersytetu Ziem Zachodnich. W latach 1945–1946 obowiązki komendanta Szpitala Wojskowego w Poznaniu łączył z funkcją kierownika Kliniki Diagnostycznej Uniwersytetu Poznańskiego. Z obu funkcji zrezygnował z uwagi na zły stan zdrowia. W 1948 roku był konsultantem sanatoriów w Ciechocinku. W 1954 roku, po przejściowej poprawie zdrowia, na krótki czas znowu podjął zajęcia ze studentami medycyny, a także kierował Sanatorium Reumatologicznym w Cieplicach Śląskich.
Opublikował 48 prac medycznych. Było wśród nich sześć przyczynków z zakresu epidemiologii i lecznictwa. Dotyczyły głównie przewodu pokarmowego, schorzeń serca i naczyń krwionośnych. W trzech pracach poświęcał się zagadnieniom dietetycznym. Inne dzieła dotyczyły gospodarki wodnej organizmu ludzkiego, wpływu węgla aktywnego na ustrój, leczenia hormonalnego, stosowania sulfonamidów. Opracował też jedno z pierwszych w Polsce sprawozdań na temat terapii anemii złośliwej. Był członkiem Poznańskiego Towarzystwa Przyjaciół Nauk, pełniąc (1928–1934) funkcję zastępcy przewodniczącego Wydziału Lekarskiego. Działał także w Jacht Klubie Wielkopolskim (pełnił w nim funkcję komandora, a w uznaniu jego zasług dla żeglarstwa w Polsce otrzymał w 1948 roku tytuł komandora honorowego tego klubu jachtowego).

## Ordery i odznaczenia
- Krzyż Srebrny Orderu Wojskowego Virtuti Militari nr 6040 – 17 maja 1922[11][12]
- Krzyż Niepodległości – 6 czerwca 1931[13]
- Krzyż Oficerski Orderu Odrodzenia Polski – 11 listopada 1937[14]
- Krzyż Walecznych dwukrotnie[1]
- Złoty Krzyż Zasługi dwukrotnie[15]: po raz pierwszy 24 maja 1929[16]
- Medal Pamiątkowy za Wojnę 1918–1921[1]
- Medal Dziesięciolecia Odzyskanej Niepodległości[1]
- Srebrny Medal za Długoletnią Służbę[15]
- Odznaka Honorowa Polskiego Czerwonego Krzyża II stopnia (1935)[17]